# Boana raniceps
Boana raniceps é uma espécie de anfíbio da família Hylidae. Pode ser encontrada na Argentina, Paraguai, Bolívia, Brasil, Colômbia, Venezuela e Guiana Francesa.